# ولسوالی درواز پایین
ولسوالی درواز پایین یا مایمی یکی از ولسوالی‌های ولایت بدخشان افغانستان می‌باشد. دارای هوای مطبوع و خوش است. مرکز این والسوالی  شهر مایمَی است. 
شهر مایمی ٣١ مسجد دارد که یکی از آنها مسجد جامع است.جمعیت انبوهی از مردم با مساحت ۴۰۰۰ متر مربع و در ایام سردسیر، برای خواندن نماز به آنجا می‌روند.

## جغرافیا
بیابانها، علفزارها، چشمه، جویبارها و آبشارهای زیبا از زیبائی‌های این منطقه است. خانه‌ها در این منطقه اغلب سفید و دارای دو طبقه و حیاط‌های بالای ١۰۰۰۰ متر می‌باشد.

## اقتصاد
تمام مردمان این منطقه کشاورز هستند و گندم، جو، هندوانه، خربزه، زرد آلو، گردو، سیب، شفت آلو، توت سفید، آلبالو و گیلاس از میوه‌های منطقه است.